# 塔布拉斯德達伊米爾國家公園
塔布拉斯德達伊米爾國家公園（西班牙語：Parque Nacional de las Tablas de Daimiel）是西班牙的一個國家公園，位於雷阿爾城省。塔布拉斯德達伊米爾國家公園的面積約為2000公頃，是西班牙15個國家公園中面積最小的一個。塔布拉斯德達伊米爾國家公園也被列入濕地公約。